# Wilbert Ellis
Wilbert Thirkield "Big Chief" Ellis (* 10. November 1914 in Birmingham, Alabama; † 20. Dezember 1977 ebenda) war ein US-amerikanischer Bluespianist und Sänger.

## Leben
Klavierspielen lernte er autodidaktisch im Alter von 11 Jahren. Seinen Spitznamen "Big Chief" erhielt er in seiner Kindheit von einem Freund, da seine Mutter eine Black Creek-Indianerin war. In den späten 1920er Jahren spielte er auf lokalen Partys und Tanzveranstaltungen. Er verließ seine Heimatstadt und zog in den USA herum, wobei er sich mit Gelegenheitsarbeiten über Wasser hielt. Zwischen 1939 und 1942 diente er in der Armee. Am Ende seiner Dienstzeit übersiedelte er nach New York, wo er eine Bar betrieb, die Treffpunkt von ortsansässigen Bluesmusikern wurde. Einer von ihnen, Brownie McGhee, verschaffte ihm die Möglichkeit, Platten aufzunehmen, nachdem er ihn zum ersten Mal am Klavier gehört hatte. In den 1950er-Jahren einige Platten auf und spielte bei Aufnahmen, unter anderem für Brownie McGhee. Ellis wurde ein Fixpunkt in der kleinen New Yorker Bluesszene.
Schlussendlich gab er die Musik auf, da er glaubte, seinen Lebensunterhalt nicht mit ihr verdienen zu können. 1972 übersiedelte er nach Washington, D.C. und kaufte sich ein Schnapsgeschäft. Nach seiner Rückkehr ins Musikgeschäft, ein 75 $ Scheck für einen Auftritt von 15 Minuten hatte ihn überzeugt, gründete er mit einem unbekannten Piedmont-Gitarristen namens John Cephas die Barrelhouse Rockers. Zur Band gehörte auch der Mundharmonikaspieler Phil Wiggins. 1977 ging er zurück nach Alabama und starb kurz vor Antritt seiner ersten Europatournee. John Cephas und Phil Wiggins arbeiteten als Duo weiter (Cephas & Wiggins).

## Diskographie
- Big Chief Ellis Featuring Tarheel Slim, Brownie McGhee (1977)